# Kate Hodge
Kate Hodge (Berkeley (Californië), 2 januari 1966) is een Amerikaanse actrice en filmproducente.

## Filmografie

### Films
Uitgezonderd korte films.
- 2022 Headless Horseman - als Moira
- 2022 Curse of the Re-Animator - als Julia
- 2022 Beyond the Resonator - als Julia
- 2017 Beach Rats - als Donna
- 2015 Completely Normal - als dr. Hunter
- 2014 The Ones That Have Fallen - als Lou
- 2014 Mount Joy - als MILF
- 2008 Harold – als Dusty
- 2005 I Will Avenge You, Iago! – als Eve
- 2005 Enough About Me – als Paula Conine
- 2003 111 Gramercy Park – als Mimi Philips
- 2001 Untitled Charles Randolph Project – als ??
- 1996 Pandora's Clock – als Brenda Hopkins
- 1996 Bunk Bed Brothers – als Jessie
- 1995 Crowfoot – als Rachel Stoltz
- 1993 The Hidden II – als Juliet Beck
- 1993 Desire – als Lauren Allen
- 1992 Rapid Fire – als Karla Withers
- 1991 Love Kills – als Jill Shanahan
- 1990 Leatherface: The Texas Chainsaw Massacre III – als Michelle

### Televisieseries
Uitgezonderd eenmalige gastrollen.
- 2011 - 2013 In Between Men - als Dr. Nicole Shaw - 3 afl.
- 2011 One Life to Live – als Ionia Masters – 5 afl.
- 2000 – 2001 Level 9 – als Annie Price – 12 afl.
- 2000 Manhattan, AZ – als Jane Pentowski – 5 afl.
- 1999 Snoops – als Linda Jennings – 2 afl.
- 1998 – 1999 Brother's Keeper – als Marilyn – 4 afl.
- 1998 Working – als Chris Grant0 – 9 afl.
- 1996 The Louie Show – als Gretchen Lafayette – 6 afl.
- 1995 The George Wendt Show – als Libby Schuster – 8 afl.
- 1993 – 1995 Silk Stalkings – als Paige Hamilton / Taylor – 8 afl.
- 1994 – 1995 Ellen – als Stephanie – 3 afl.
- 1990 – 1991 She-Wolf of London – als Randi Wallace – 20 afl.

### Filmproducente
- 2005 The Perfect Stranger - film
- 1995 Black Velvet Pantsuit – film

- Bibliothèque nationale de France: cb14187343b (data)
- Gemeinsame Normdatei: 120293823X
- International Standard Name Identifier: 0000 0000 0129 8401
- Library of Congress Control Number: n2011055036
- Système universitaire de documentation: 230428843
- Virtual International Authority File: 66675862
- WorldCat: E39PBJfgYjcdt8y64KbJCRgR8C